# 電源モジュール
電源モジュール（でんげんモジュール）とは、電源回路だけが1つの構成単位として独立した電子部品のことである。
電気製品では電源回路は必ず含まれるが、製品ごとに個別に開発・製造するより仕様が同じなら共通の電源回路を使用する方が合理的であり、場合によっては他社の電源回路を購入する方がコストや手間が省ける。

## 分類
- AC-DCコンバータ
- DC-DCコンバータ
- インバータ[1]

## 歴史
電源モジュールが本格的に外販され始めたのは、1980年代半ばからである。
それ以降、デスクトップ・パソコン用の電源モジュールやノートパソコン用のACアダプタ、薄型テレビ用の電源モジュールが売り上げ高として大きな割合を占めている。
世界市場では当初、日本の電機メーカーが世界をリードして来たが、1990年代から少しずつ台湾メーカーがシェアを伸ばし始め、2008年半ばではデスクトップ・パソコン用で約70%、ノートパソコン用で約40%、薄型テレビ用で約10%を占めている。

## 日本国内生産額
2007年の日本国内生産額は約4,200億円であった。

## 世界シェア
2007年の全世界の市場規模は約1兆7,000億円であった。上位10社でこの半分を販売した。
1. Delta 14.5 台湾
2. Emerson 8.0%
3. Lite-on 5.0% 台湾
4. TDKラムダ 4.0% 日本
5. 村田製作所 3.8% 日本
6. Phihong 3.2% 台湾
7. FSP 3.1% 台湾
8. FRIWO 3.0%
9. Acbel 2.5% 台湾
10. Hipro 2.5% 台湾[1]